# 日本水龙骨
日本水龙骨（学名：Goniophlebium niponicum），为水龙骨科棱脉蕨属下的一个种。也称光茎水龙骨，